# Waldhaus (Cadolzburg)
Waldhaus ([ˈvaltˌhaʊ̯s] ) ist ein Gemeindeteil des Marktes Cadolzburg im Landkreis Fürth (Mittelfranken, Bayern). Waldhaus liegt in der Gemarkung Roßendorf.

## Geografie
Die Einöde liegt auf einem Lichtungsstreifen inmitten einer bewaldeten Anhöhe, knapp 2 km westlich von Cadolzburg. Im Osten wird das Waldgebiet Buch genannt, im Südwesten Bubsche Äcker. Nördlich befinden sich lose verstreut einige Gartengrundstücke und die Einöde Fallmeister, im Süden auf einer Anhöhe die Sportanlagen des TSV Cadolzburg. Ein Feldweg führt nach Cadolzburg (0,8 km nordöstlich).

## Geschichte
Der Ort wurde zwischen 1925 und 1950 auf dem Gemeindegebiet von Roßendorf gegründet.
Am 1. Juli 1972 wurde Roßendorf und damit auch Waldhaus im Zuge der Gebietsreform in Bayern nach Cadolzburg eingemeindet.

## Einwohnerentwicklung
| Jahr      | 001950 | 001961 | 001970 | 001987 |
| Einwohner | 12     | 8      | 6      | 5      |
| Häuser    | 1      | 1      |        | 1      |
| Quelle    | [ 8 ]  | [ 9 ]  | [ 10 ] | [ 1 ]  |

## Religion
Die Einwohner evangelisch-lutherischer Konfession sind nach St. Cäcilia  (Cadolzburg) gepfarrt, die Einwohner römisch-katholischer Konfession nach St. Otto (Cadolzburg).